# U.S. Steel Košice

U.S. Steel Košice (до 2000 року — Східнословацький металургійний комбінат, словац. Východoskovenské železiarne, VSŽ) — металургійний комбінат у Словаччині, розташований біля міста Кошиць. Є найбільшим у країні виробником сталі.

## Історія
Будівництво Східнословацького металургійного комбінату розпочалось у січні 1960 року. Першу доменну піч задули 1965 року, а 1966 року завершили будівництво комбінату, який обладнали за технічної допомоги СРСР, Польщі, НДР та інших країн.
Комбінат працював на привізній з України залізній руді і для забезпечення його рудою було побудовано і 1966 року введено в експлуатацію ширококолійну залізницю Ужгород — Кошиці.
У листопаді 2000 року комбінат перейшов у власність американської компанії U.S. Steel і був перейменований на «U. S. Steel Košice».

## Сучасність
На заводі працюють три доменні печі об'ємом 2050 м³ кожна. [джерело?]